# Округ Жешув
Округ Жешув (нем. Bezirk Rzeszów, Жешувский уезд, пол. Powiat rzeszowski) — административная единица коронной земли Королевства Галиции и Лодомерии в составе Австро-Венгрии, существовавшая в 1867—1918 годах. Административный центр — Жешув.
Площадь округа в 1879 году составляла 13,3853 квадратных миль (770,19 км2), а население 117 721 человек. Округ насчитывал 121 населённых пунктов, организованные в 109 кадастровых муниципалитета. На территории округа действовало 2 районных суда — в Жешуве, Глогуве, Стшижуве и Тычине.
В течение 1915 года уезд входил в состав Перемышльской губернии, образованной на занятой русскими войсками территории Австро-Венгрии.
После Первой мировой войны округ вместе со всей Галицией отошёл к Польше.